# NGC 3744
NGC 3744 est une galaxie spirale située dans la constellation du Lion. NGC 3744 a été découverte par l'astronome français Édouard Stephan en 1882.

## Caractéristiques
Sa vitesse par rapport au fond diffus cosmologique est de 7 429 ± 22 km/s, ce qui correspond à une distance de Hubble de 109,6 ± 7,7 Mpc (∼357 millions d'al).